# Фенек, Эдвиж
Эдвиж Фенек (настоящая фамилия Сфенек, итал. Edwige Fenech ; род. 24 декабря 1948, Бон) — итальянская актриса

 и кинопродюсер. Известна ролями в эротических комедиях и фильмах ужасов. Звезда итальянских сексплуатационных фильмов и фильмов в жанре джалло.

## Биография
Эдвиж Сфенек родилась 24 декабря 1948 года в городе Бон в Алжире, который в то время был колонией Франции. Её отцом был мальтиец, а мать еврейка, родилась на Сицилии. Когда Эдвиж было десять лет, семья перебралась во Францию. В 15 Эдвиж выиграла конкурс красоты «Мисс Лазурный Берег». В 1965 году шестнадцатилетняя Эдвиж Сфенек получила титул «Леди Франции» (Lady France). После этого началась её непродолжительная карьера фотомодели. Придя в шоу-бизнес, девушка изменила фамилию, убрав букву «С», — теперь она была просто «Фенек». Яркую красавицу не могли не заметить киноагенты, и в девятнадцать Эдвиж уже дебютировала на экране. После своего кинодебюта Фенек ещё некоторое время продолжала работать моделью и даже участвовала в конкурсе «Леди Европа», в котором, однако, не заняла призовых мест. Помимо этого Фенек снималась обнажённой для журнала Playman.

## Карьера в кино

### 1960-е
Первым фильмом Эдвиж Фенек стала комедия 1967 года «Все его безумства» режиссёра Норбера Карбоно, который, поражённый её красотой, предложил исполнить небольшую роль в его фильме. Сюжет был примитивен и повествовал о своеобразном возбуждающем сексуальную функцию витамине, который буквально сводил с ума работниц борделя. Хоть Фенек и снялась всего в одной сцене, роскошную брюнетку сложно было не заметить и не запомнить. После того, как Фенек приняла участие в конкурсе красоты Леди Европа, её заметил итальянский агент и пригласил в Рим для съёмок в фильме режиссёра Гвидо Малатесты «Самоа – королева джунглей», который вышел в 1968 году.
За три года она снялась в тринадцати фильмах разных жанров, часто с элементами эротики. Следует отметить экранизацию Флобера «Мадам Бовари» режиссёра Ганса Скотта-Шобингера 1969 года, где Фенек сыграла главную героиню. Фильм явился своеобразной историко-эротической костюмной драмой и стал довольно известным и прибыльным.

### 1970-е
В 70-х годах Эдвиж начала работать с режиссёром Серджо Мартино. Первой их совместной работой стал фильм 1971 года «Странный порок госпожи Уорд». Фенек сыграла молодую женщину, которая возвращается с мужем-дипломатом в родной город. В это же время там начинается серия странных убийств, в которых она начинает подозревать бывшего любовника. В фильме много сцен жестокости и обнажения. В США был переиздан под названием «Лезвие потрошителя».
В триллере 1970 года «Пять кукол для августовской луны» режиссёра Марио Бава Эдвиж сыграла жертву маньяка. В криминальной комедии «Побег из камеры смертников» режиссёра Мишеля Люпо снималась вместе с Жаном Рошфором.
К середине 70-х Эдвиж Фенек уже считалась королевой эротических итальянских комедий, которые с успехом шли в Италии, Испании, Западной Германии и Франции. В эти годы Фенек появилась в триллерах «Дело Кровавый Ирис», «Все цвета тьмы» и «Твоя проблема — запертая комната и единственный ключ у меня».
В военном фильме Умберто Ленци «Большая битва», где Эдвиж сыграла роль второго плана, снимались такие звёзды как: Генри Фонда, Джон Хьюстон, Стейси Кич, Орсон Уэллс, Джулиано Джемма и Хельмут Бергер. В 1979 году Эдвиж играла у Стефано Ванцины в комедийной версии «Доктор Джекилл и милая дама». Критика приняла фильм достаточно прохладно.

### 1980-е
В 80-х Эдвиж Фенек снималась в основном в комедиях и криминальных фильмах. Одним из них стал не раз демонстрировавшийся по российскому телевидению фильм «Туз», где главную роль исполнил сам Адриано Челентано. Челентано играл картёжника, отправившегося играть в собственную брачную ночь. С разрешения жены, конечно. А в роли жены и блистала Эдвиж Фенек. Последней ролью на большом экране для Эдвиж стала Хелен Мартелл, подружка пианиста в "Призраке смерти ". С 1981 года часто появляется на телевидении. Вела несколько ток-шоу, в том числе с Барбарой Буше.

### 1990-е
В 90-х Эдвиж Фенек окончательно перешла на телевидение. Снималась в сериалах и даже стала продюсером — основала вместе с сыном продюсерскую кинокомпанию Immagine E Cinema SRL. Значится как продюсер более чем двадцати сериалов на итальянском телевидении.

### 2000—2010-е
В 2004 году продюсировала фильм «Венецианский купец» режиссёра Майкла Редфорда. В 2007 году сыграла небольшую роль профессора искусств в фильме ужасов «Хостел 2».
В 2012 продюсировала сериал «Капитанская дочка» режиссёра Джакомо Кампиотти, где после 15-летнего перервыва вернулась на экран исполнив роль Екатерины Великой.

## Личная жизнь
Любит проводить время в кругу семьи и слушать классическую музыку. Выпускает собственную линию одежды, любимый дизайнер — Ренато Балестра. У актрисы есть сын Эдвин от актёра Фабио Тести, который родился в 1971 году. Ходили слухи, что в то время у неё был роман с Лучано Мартино, известным в Италии продюсером фильмов категории Б. Он приходился братом режиссёру Серджо Мартино. Возможно, как раз поэтому Эдвиж так часто появлялась в фильмах Серджо. В середине 90-х много писали о её романе с итальянским аристократом и президентом Ferrari Лукой ди Монтеземоло. В некоторых источниках сообщается, что Фенек стала его третьей женой.

## Неполная фильмография
- 1967 — Все его безумства \ Toutes folles de lui (Джина)
- 1968 — Самоа – королева джунглей \ Samoa, regina della giungla (Самоа)
- 1968 — Сын Чёрного Орла \ Il figlio di Aquila Nera (Настасья)
- 1968 — Госпожа Хозяйка имеет графский титул \ Frau Wirtin hat auch einen Grafen (Селин)
- 1969 — Сенсация \ Top Sensation (Улла)
- 1969 — Мадам Бовари \ Die nackte Bovary (Эмма Бовари)
- 1969 — Все кошки любят полакомиться \ Alle Katzchen naschen gern (Бланде)
- 1969 — У Госпожи Хозяйки есть племянница \ Frau Wirtin hat auch eine Nichte (Розали)
- 1969 — Мужчина С Золотой Кистью \ Der Mann Mit Dem Goldenen Pinsel (Гонконг)
- 1969 — Орел Или Решка \ Testa O Croce (Мануэла)
- 1969 — Приезд, любимая девушка и работа \ Komm, liebe Maid und mache \ Piacere di donna \ The brazen women of Balzac (Фелиситас)
- 1969 — Дон Франко и Дон Чиччо в году споров \ Don Franco e Don Ciccio nell’anno della contestazione (Анна Белинцони)
- 1970 — Сатириконище \ Satiricosissimo (Поппея)
- 1970 — Пять кукол для августовской луны \ 5 bambole per la luna d’agosto (Мэри Чейни)
- 1970 — Ле-Ман, кратчайший путь в ад \ Адская ссылка в Ле-Ман \ Le Mans scorciatoia per l’inferno (Кора)
- 1971 — Странный порок госпожи Уорд \ Lo strano vizio della Signora Wardh (Джули Уорд)
- 1971 — Любовницы Дон Жуана \ Le calde notti di Don Giovanni (Аиша)
- 1971 — Пустыня в огне \ Deserto di fuoco (Жуана)
- 1972 — Все оттенки тьмы \ Tutti i colori del buio (Джейн Харрисон)
- 1972 — Ирис в крови \ Дело об окровавленном ирисе \ Perché quelle strane gocce di sangue sul corpo di Jennifer? (Дженнифер Лэнсбери)
- 1972 — Когда женщин называли «Мадоннами» \ Quando le donne si chiamavano «Madonne» (Джулия)
- 1972 — Глаз чёрного кота \ Комната заперта и ключ есть только у меня \ Il tuo vizio è una stanza chiusa e solo io ne ho la chiave (Флориана)
- 1972 — Великолепная Антония, поначалу монахиня, а после фурия \ La bella Antonia, prima Monica e poi Dimonia (Антония)
- 1972 — Убальда, Обнаженная И Жаркая \ Quel Gran Pezzo Della Ubalda Tutta Nuda E Tutta Calda (Убальда)
- 1973 — Контрабандист \ Fuori uno… sotto un altro, arriva il Passatore (Мора)
- 1973 — Джованнона «Большие Бедра» с честью обесчещена \ Giovannona Coscialunga disonorata con onore (Джованнона)
- 1973 — Анна, Это Особое Удовольствие \ Anna, Quel Particolare Piacere (Анна Ловизи)
- 1973 — Безутешная Вдова Благодарит Всех, Кто Утешит Ее \ La Vedova Inconsolabile Ringrazia Quanti La Consolarono (Катарина Превости)
- 1973 — Побег из камеры смертников \ Dio, sei proprio un padreterno! (Орхидея)
- 1974 — Невинность и преступление \ Innocenza e turbamento (Кармела)
- 1974 — Синьора Хорошо Играет В Скопу? \ La Signora Gioca Bene A Scopa? (Ева, жена Альберто)
- 1975 — Обнажись для убийцы \ Nude per l’assassino (Магда Кортис)
- 1975 — Свидание со страстью \ Grazie… nonna (Марианна)
- 1975 — Учительница \ L’insegnante (Джованна)
- 1975 — Скандал в Провинции \ Семейный порок \ Il Vizio Di Famiglia (Сьюзи)
- 1976 — Жена-Девственница \ La Moglie Vergine (Валентина)
- 1976 — Кто Успокоил Мою Жену? \ Дурные мысли \ Cattivi Pensieri (Франческа Марани)
- 1976 — Сорок Градусов Под Простынёй \ 40 Gradi All’ombra Del Lenzuolo (Эмилия)
- 1976 — Полицейская делает карьеру \ La Poliziotta Fa Carriera (Джанна Амикуччи)
- 1976 — Докторша Из Военного Госпиталя \ La Dottoressa Del Distretto Militare (доктор Елена Дольоцци)
- 1976 — Судья \ La pretora (Виола/Роза Орландо)
- 1977 — Таксистка \ Taxi Girl (Марчелла)
- 1977 — Медсестра На Военном Обходе \ La Soldatessa Alla Visita Militare (Ева Марини)
- 1977 — Дева, телец и козерог \ La vergine, il toro e il capricorno (Джия Ферретти)
- 1978 — Большая битва \ Il grande attacco (Даниэль)
- 1978 — Мои любимые мужчины \ Amori miei (Дебора)
- 1978 — Учительница в колледже \ L’insegnante Va In Collegio (Моника Себастьяни)
- 1978 — Учительница на дому \ L’insegnante Viene A Casa (Луиза де Доминичис)
- 1978 — Медсестра и большие маневры \ La soldatessa alle grandi manovre (доктор Ева Марини)
- 1979 — Доктор Джекил и милая дама \ Dottor Jekyll e gentile signora (Барбара Уимпли)
- 1979 — Полицейская в отделе нравов \ La Poliziotta Della Squadra Del Buon Costume (Джанна д’Амико)
- 1979 — Горячая картошка \ La patata bollente (Мария)
- 1979 — Суббота, воскресенье и пятница\ Sabato, domenica e venerdi (инженер Токимото)
- 1980 — Сахар, мёд и перчик \ Zucchero, miele e peperoncino (Амалия)
- 1980 — Жена в отпуске… любовница в городе \ La moglie in vacanza… l amante in cittа (Джулия)
- 1980 — Вор \ Il ladrone (Дебора)
- 1980 — Я и Катерина \ Io e Caterina (Элизабета)
- 1980 — Я фотогеничен \ Sono fotogenico (Синтия Панкальди)
- 1980 — Проныра \ Il ficcanaso (Сюзанна Луизетти)
- 1981 — Туз \ Asso (Сильвия)
- 1981 — Заткнись, когда говоришь! \ Tais-toi quand tu parles! (Белль/Беатриса)
- 1981 — Полицейская В Нью-Йорке \ La Poliziotta A New York (Джанна Амикуччи/Пупа)
- 1981 — Богатые, очень богатые… на самом деле в одних трусах \ Ricchi, ricchissimi… praticamente in mutande (Франческа)
- 1982 — Полоса невезения \ Il paramedico (Нина Миллио)
- 1982 — Рассказать, возбудить, раскрутить \ Sballato, gasato, completamente fuso (Патриция Реда)
- 1982 — Рожки С Кремом \ Cornetti Alla Crema (Марианна)
- 1984 — Каникулы в Америке \ Vacanze in America (синьора де Романис)
- 1988 — Призрак смерти \ Un delitto poco comune (Хелен Мартелл)
- 2012 — Капитанская дочка \ La figlia del capitano — Екатерина II